# Ліїш
Ліїш (англ. Laois, ірл. Laoise, [ˈliːʃ]) — графство в центрі Ірландії.

## Адміністративний поділ
Входить до складу провінції Ленстер на території Республіки Ірландії. Столиця і найбільше місто — Порт-Ліїше.